# استخوان سندانی

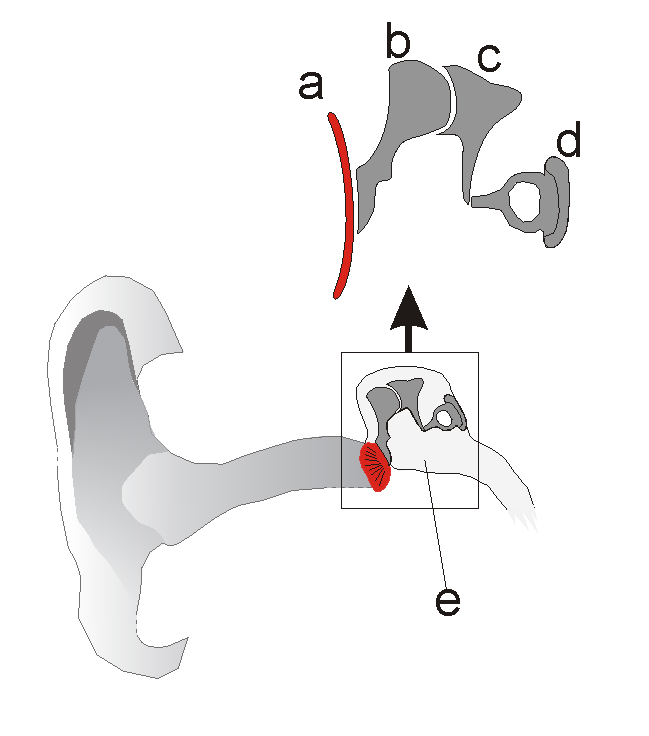
a پرده صماخ (tympanic membrane) (قرمز) b استخوان چکشی (Malleus) c استخوان سندانی (Incus) d استخوان رکابی (Stapes) e گوش میانی (Auris media).

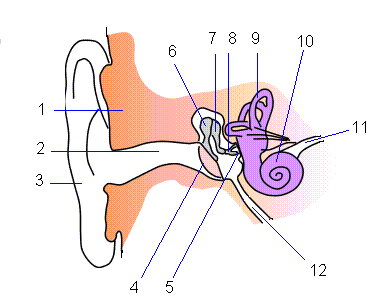
بخش‌های گوش: ۱-جمجمه ۲-مجرای گوش ۳-لاله ۴-پرده ۵-دریچهٔ بیضی ۶-استخوانچه چکشی ۷-استخوان سندانی ۸-استخوان رکابی ۹-دالان ۱۰-حلزون ۱۱-عصب شنوایی ۱۲-لوله استاش.

سِندانی (نام علمی: Incus) یکی از استخوانچه‌های سه‌گانهٔ گوش میانی است. این استخوانچه‌ها از نوع متراکم هستند و فاقد حفره مغز استخوان می‌باشند.
استخوانچه سندانی در عقب استخوانچه چکشی قرار دارد و دارای یک تنه مکعبی‌شکل، یک زائده بلند و یک زائده کوتاه است. قسمت خلفی استخوانچه چکشی دارای سطح کاو کوچکی است که با سندانی مفصل می‌شود.

## کالبدشناسی
پرده گوش قسمتی از پوست نازکی است که مثل طبل محکم گسترده شده است و به اولین استخوانچه چسبیده است این استخوان کوچک استخوان چکشی نامیده می‌شود. استخوان چکشی به وسیله رباط‌های ریزی به استخوان کوچک دیگری چسبیده است که به آن سندانی گفته می‌شود؛ به‌طوری که با حرکت استخوانچه چکشی، استخوانچه سندانی هم همراه آن حرکت خواهد کرد. انتهای دیگر استخوانچه سندانی به تنه کوچک‌ترین استخوان در بدن متصل است که به آن رکابی می‌گویند.
حرکت لرزش استخوان سندانی، رکابی را در هنگامی که به داخل و خارج حلزون در سوراخ بیضی حرکت می‌کند به نوسان وامی‌دارد.
استخوانچه‌های گوش میانی به وسیله رباط‌ها طوری آویزان شده‌اند که مجموع استخوانچه‌های چکشی و سندانی به صورت یک اهرم واحد عمل خواهند کرد و نقطه اتکای این اهرم تقریباً در لبه پرده صماخ قرار گرفته است.

## کارکرد
هنگامی که امواج صوتی وارد گوش می‌شوند و به پرده گوش (پرده صماخ) می‌رسند و پرده گوش را به لرزش درمی‌آورند، ارتعاشات صوتی وارد سه استخوانچه گوش میانی می‌شوند و به این طریق از گوش میانی عبور می‌کنند و وارد گوش داخلی می‌شوند. به این خاطر، دررفتگی استخوان سندانی یا چسبیدگی استخوانچه‌ها به هم باعث کاهش شنوایی می‌شود.
نام‌گذاری این استخوانچه به خاطر شباهت ظاهری آن با سندان صورت گرفته است.
مقایسه استخوانچه‌های سه‌گانه جانوران آبزی مانند نهنگ با جانوران خشکی نشان می‌دهد که وزن و چگالی این استخوانچه‌ها در آبزیان بسیار بیشتر از خشکی‌زیان است به گونه‌ای که وزن این استخوانچه‌ها در وال ۲۰۰ برابر و چگالی آن‌ها ۱۰ درصد بیشتر از انسان است.

## نگارخانه

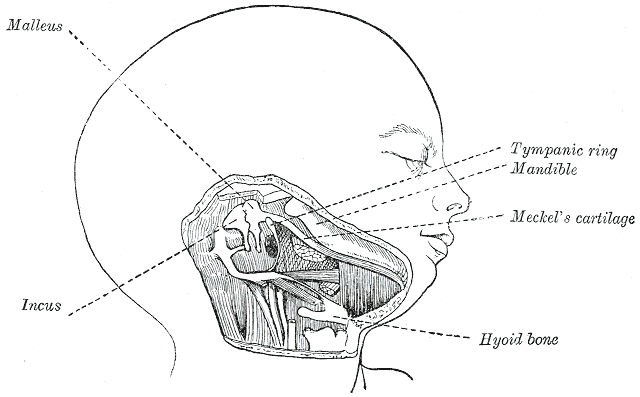
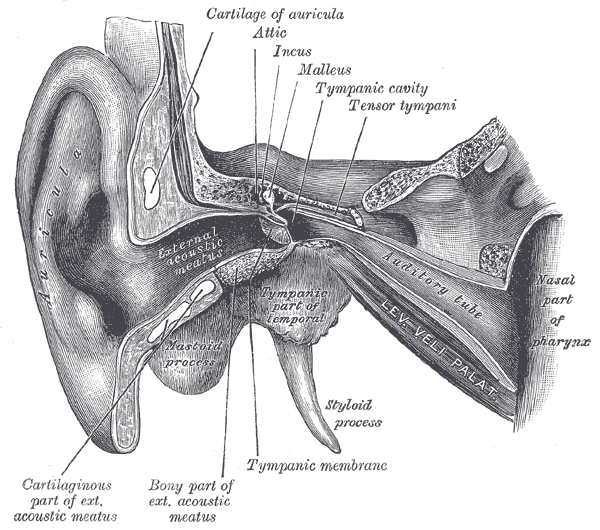
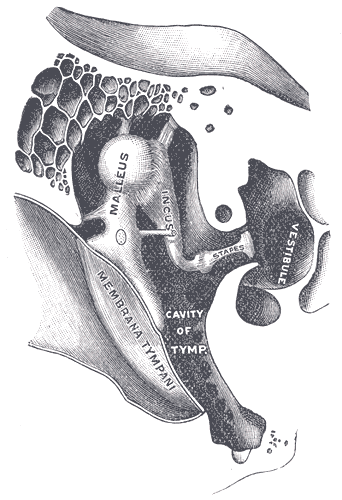